# Flers
Flers [flɛʁ] ist eine französische Stadt mit 14.308 Einwohnern (Stand 1. Januar 2022) im Département Orne in der Region Normandie.

## Geografie

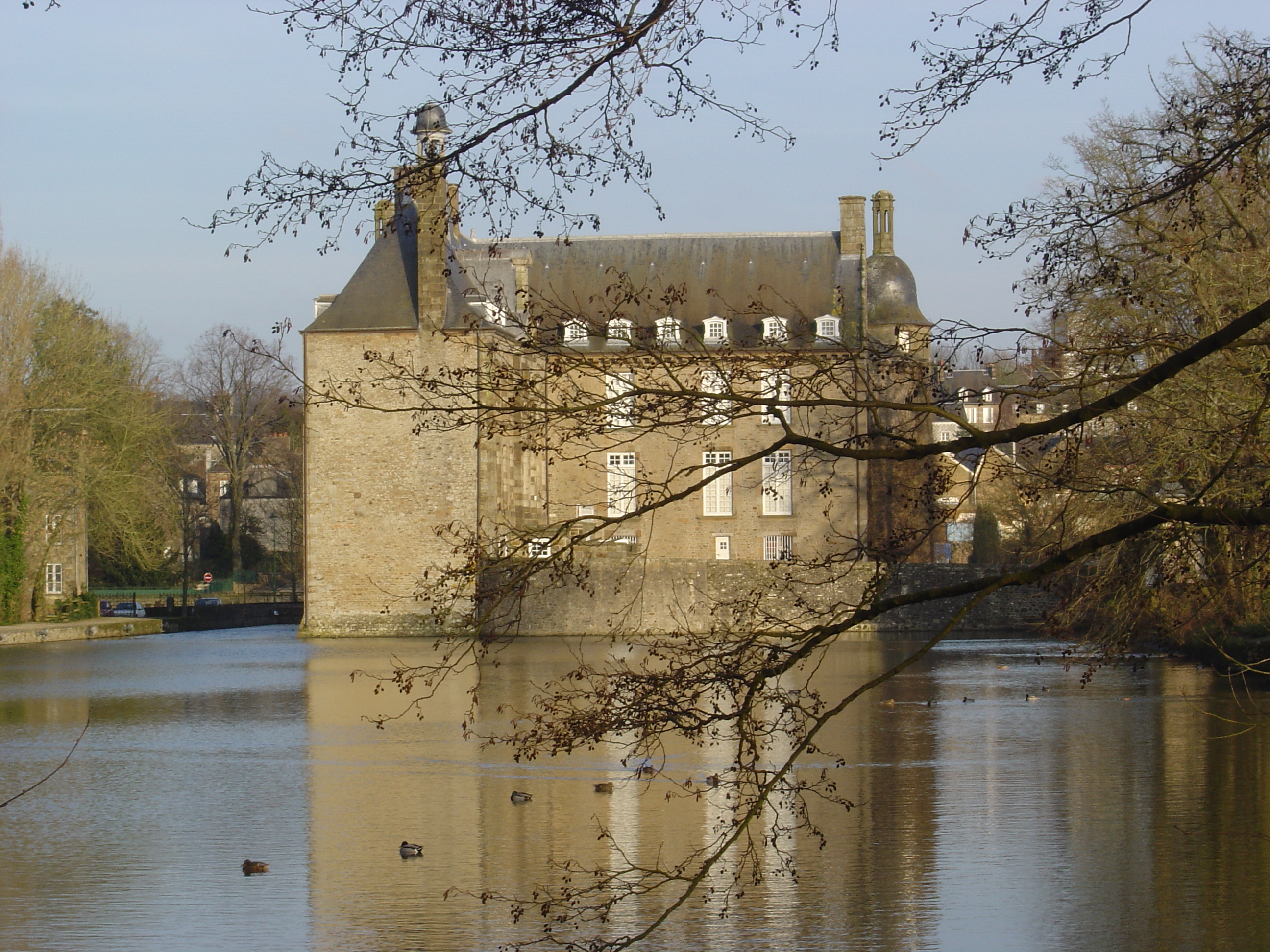
Schloss Flers

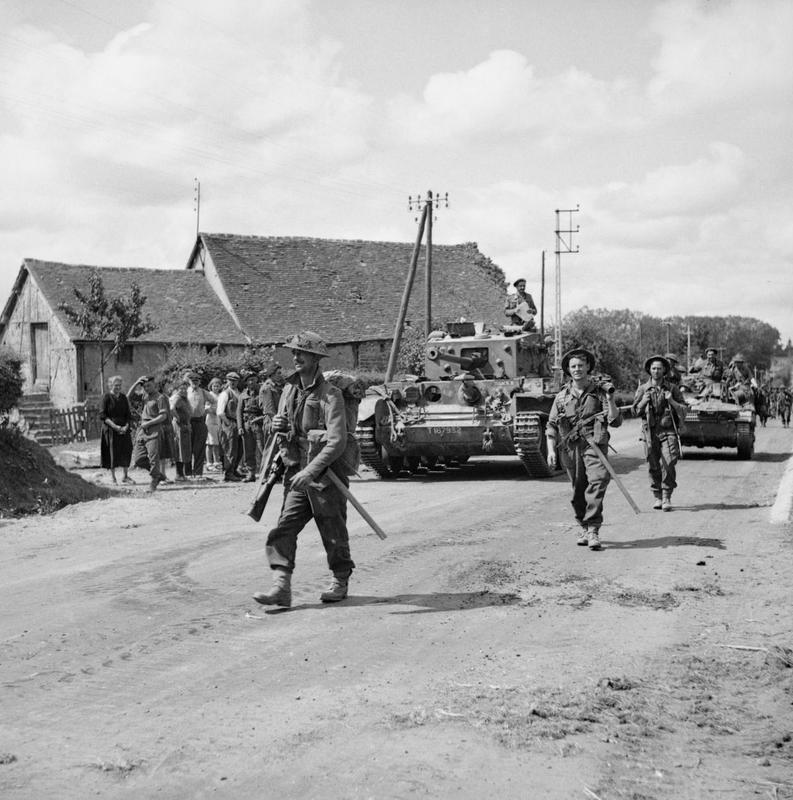
Einmarsch britischer Soldaten am 17. August 1944

Die Stadt Flers liegt 41 Kilometer westlich von Argentan und 51 Kilometer südwestlich von Caen. Sie wird vom Fluss Vère durchquert.

## Geschichte

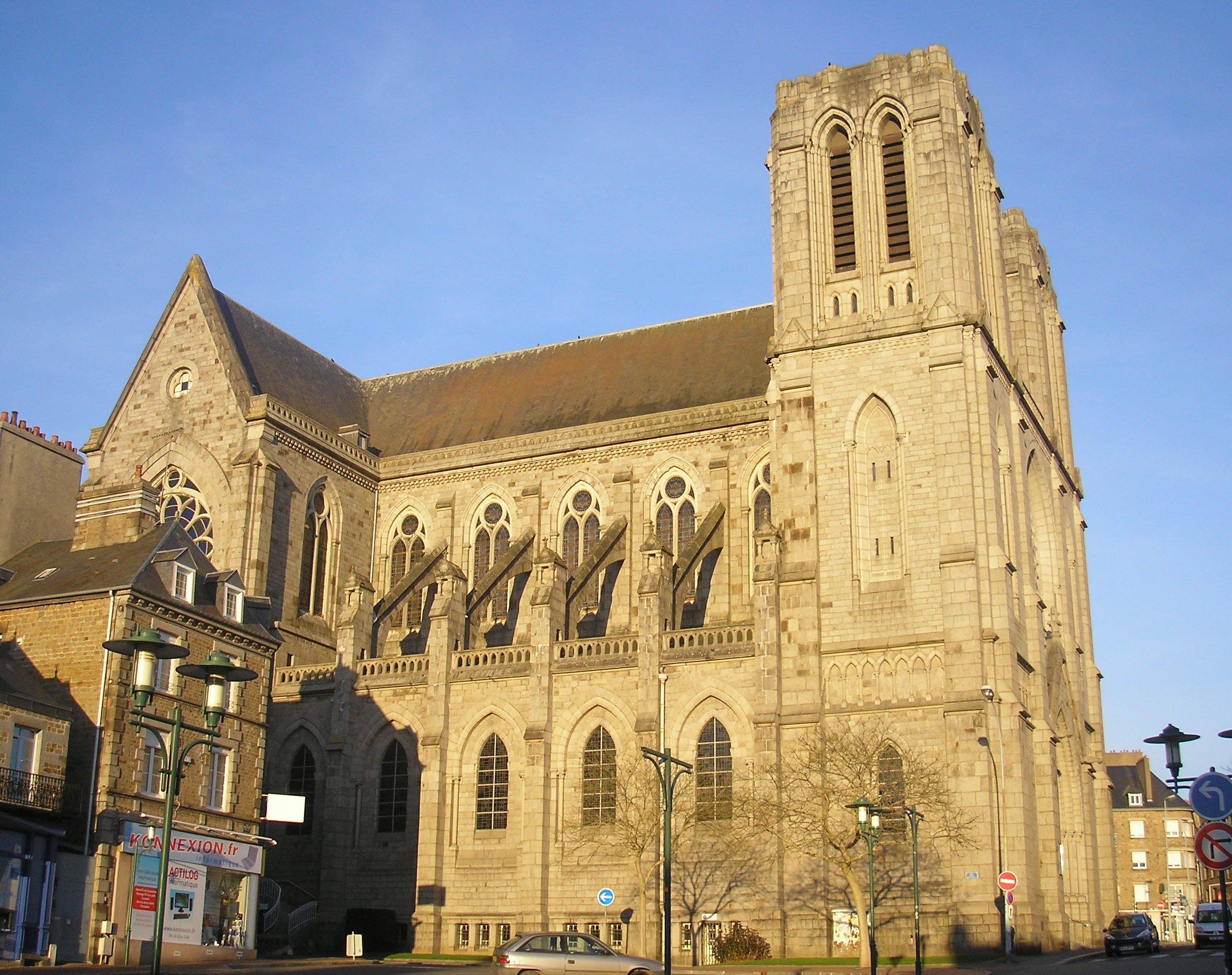
Kirche Saint-Germain

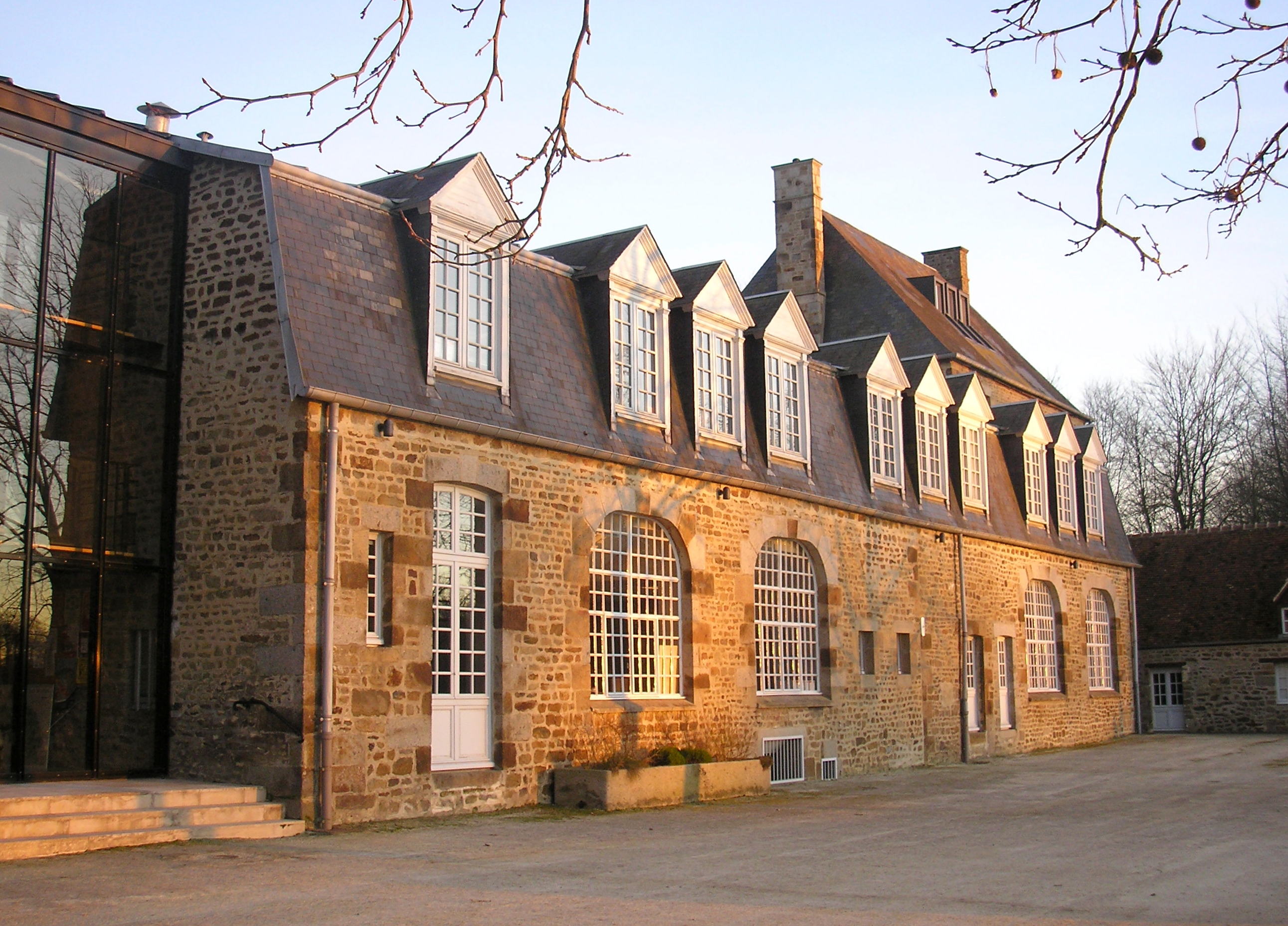
Mairie (Rathaus)

Zu Beginn des 19. Jahrhunderts war Flers eine Kleinstadt. 1806 hatte der Ort gerade einmal 2800 Einwohner. Doch durch die industrielle Revolution wuchs die Bevölkerung und Flers wurde zu einem wirtschaftlichen Zentrum in der Normandie.
Ursprünglich war Flers ein kleines mittelalterliches Dorf, dessen Mittelpunkt seine Kirche war. Seine Geschichte geht bis ins 12. Jahrhundert zurück. Zu dieser Zeit gehörte es der Familie Aunou, die eine Burg errichten ließ. Im 13. und 14. Jahrhundert ging Flers in den Besitz des Hauses Harcourt über. Das Dorf wuchs und wurde schließlich zu einer Baronie. Zwischen 1527 und 1541 ließ der Baron von Flers an alter Stelle das Schloss Flers errichten. Das Schloss wurde immer wieder umgebaut, vor allem im 18. Jahrhundert, als der Corps de Logis ergänzt wurde. Während des Aufstands der königstreuen Chouans im Zuge der Französischen Revolution war das Schloss zunächst Sitz der Chouans. Es wurde später jedoch von den Republikanern besetzt und im Jahr 1800 in Brand gesetzt. 1820 wurde es zunächst von einer Familie erworben, 1901 ging es in den Besitz der Gemeinde über. Ab 1820 entstanden in Flers viele Textilfabriken.
Am 6. und 7. Juni 1944 bombardierten die Alliierten die Stadt, um die deutsche Verstärkung aufzuhalten. 70 % der Stadt wurden zerstört und es wurden 108 Tote beklagt. Am 17. August 1944 wurde Flers von der deutschen Besatzung befreit. Es wurde bis in die 1960er-Jahre wieder aufgebaut. Seit den 1970er-Jahren entstand neben der Textilindustrie in Flers auch eine wichtige Lebensmittelindustrie.

## Demografie

### Bevölkerungsentwicklung
| Jahr      | 1962   | 1968   | 1975   | 1982   | 1990   | 1999   | 2011   | 2021   |
| Einwohner | 14.634 | 17.683 | 20.486 | 18.911 | 17.888 | 16.947 | 15.077 | 14.482 |

### Altersstruktur
24 Prozent der Bevölkerung sind 19 Jahre alt oder jünger. Neun Prozent der Bevölkerung sind 75 Jahre alt oder älter.

## Städtepartnerschaften
- Warminster, Vereinigtes Königreich, seit 1973
- Poundou, Burkina Faso, seit 1977
- Wunstorf, Niedersachsen, seit 1994
- Charleston, USA, seit 2022

## Persönlichkeiten
- Fernand Jourdant (1903–1956), französischer Fechter
- Guy Mollet (1905–1975), sozialistischer Politiker und französischer Ministerpräsident
- Gérard Larcher (* 1949), Politiker
- Guy Grimbert (* 1953), Radrennfahrer
- Nelly Viennot (* 1962), Fußballschiedsrichterin und -spielerin
- Valentin Gondouin (* 1999), Langstreckenläufer